# Bernard de Gordon
Bernard de Gordon (Gourdon, c. 1270 - Perpiñán, 1330) fue un  médico occitano, profesor de medicina en la Universidad de Montpellier a partir de 1285.
En 1296 escribió el trabajo terapéutico, De diciem ingeniis seu indicationibus curandorum morborum.
En 1303, mencionó el uso de anteojos como una forma de corregir la hipermetropía.
Su obra más importante fue la  Lilium medicinae , impresa en Nápoles en 1480, en Lyon en 1491, y en Venecia en 1494. En esta obra describe la peste, la tuberculosis, la sarna, la epilepsia, el ántrax, y la lepra, entre otras enfermedades.

## Obras

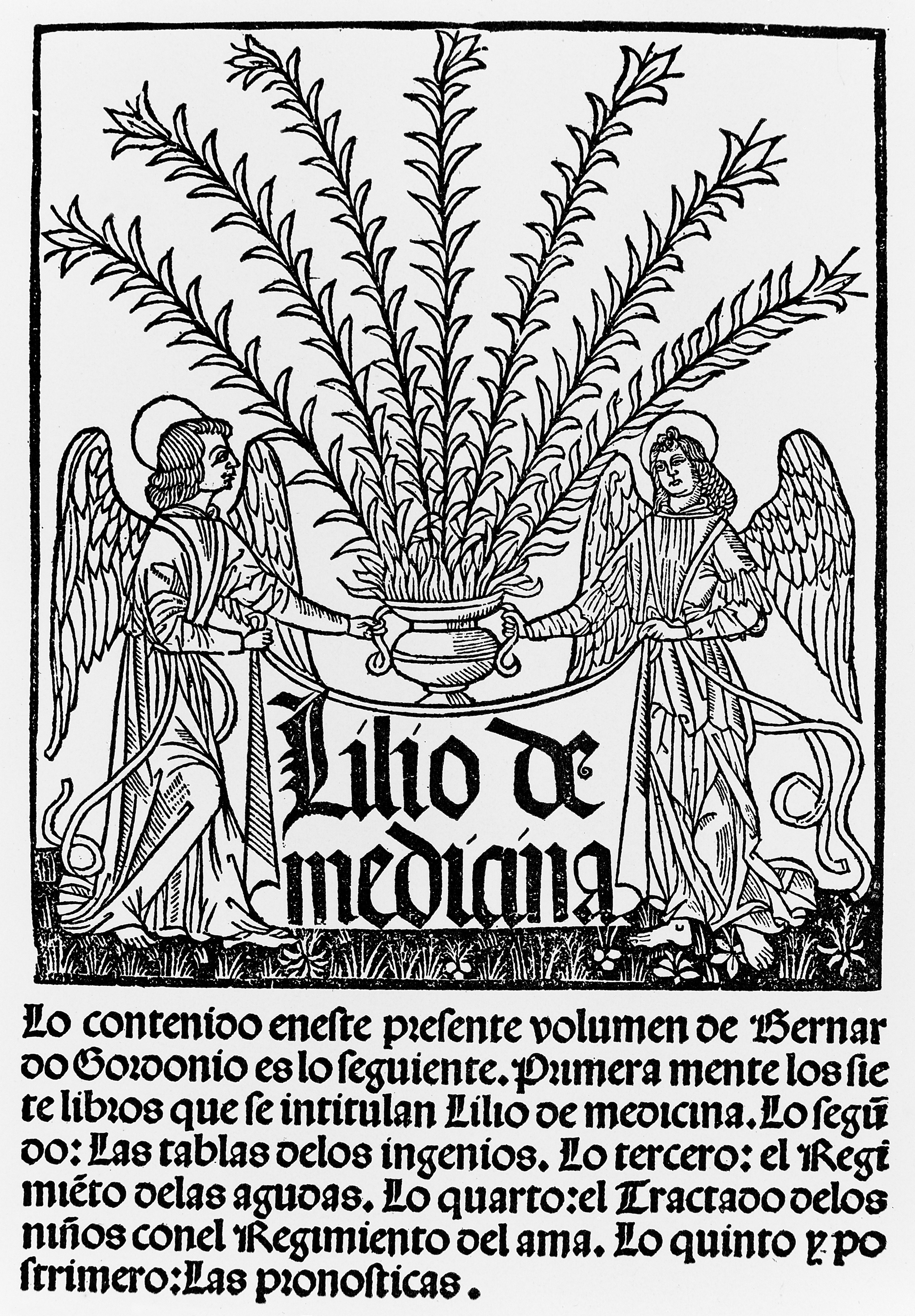
Lilio de Medicina.

- De regimine acutorum morborum, 1294.
- Liber pronosticorum/Tractatus de crisi et de diebus creticis, 1295.
- Liber de conservatione vitae humanae, 1308.
- Practica seu Lilium medicinae, 1303.